# Eustace Percy
(Lord) Eustace Sutherland Campbell Percy, 1. baron Percy (Eustace Sutrherland Campbell Percy, 1st Baron Percy of Newcastle) (21. března 1887 – 3. dubna 1958) byl britský politik z významné šlechtické rodiny, jako syn vévody z Northumberlandu užíval od dětství titul lorda. Po službě v diplomacii a v komunální politice v Londýně byl dlouholetým poslancem Dolní sněmovny a v letech 1924–1929 britským ministrem školství. V roce 1937 byl s titulem barona povolán do Sněmovny lordů. Jeho nejstarší předčasně zemřelý bratr hrabě Henry Percy (1871–1909) byl též vlivným politikem Konzervativní strany.

## Životopis
Pocházel z významné šlechtické rodiny Percyů, byl nejmladším synem 7. vévody z Northumberlandu, po matce Edith Campbell byl vnukem 8. vévody z Argyllu a díky tomu také blízce spřízněn s královskou rodinou. Jako syn vévody užíval od dětství titul lorda (Lord Eustace Percy), studoval v Etonu a Oxfordu. V letech 1911–1919 pracoval jako nižší úředník na ministerstvu zahraničí, v letech 1919–1921 byl členem městské rady v Londýně. V letech 1921–1937 byl poslancem Dolní sněmovny za Konzervativní stranu, s výraznou převahou vyhrál celkem sedmkrát ve volbách za město Hastings. V roce 1923 byl parlamentním tajemníkem na ministerstvu zdravotnictví a v letech 1923–1924 na ministerstvu školství. Po krátké vládě labouristů a návratu konzervativců k moci byl v Baldwinově kabinetu ministrem školství (1924–1929; respektive prezident úřadu pro školství – President of the Board of Education), od roku 1924 byl též členem Tajné rady. Později byl ještě krátce ministrem bez portfeje (1935–1936). Problematice školství se věnoval i po odchodu z vlády v různých funkcích, mimo jiné byl vicekancléřem univerzity v Durhamu (1937–1952). Mimo jiné se uplatnil také jako spisovatel a byl autorem několika knih. V roce 1953 byl povýšen na barona a povolán do Sněmovny lordů.
V roce 1918 se oženil se Stellou Drummond (1895–1982), dcerou generála Laurence Drummonda. Z jejich manželství pocházely dvě dcery, Mary Edith Percy (1919–1998) a Dorothy Anne Percy (1926–2014), obě dosáhly vysokoškolského vzdělání.